# Eduardo Leal
Eduardo Ignacio Leal Delgado (Peñalolén, 5 de junio de 1991) es un futbolista chileno. Juega como mediocampista y actualmente esta sin club.

## Carrera
A los 10 años de edad, llega a las inferiores de Universidad Católica. Hace toda su formación en la UC, y antes de debutar en el primer equipo, en 2011 es enviado a préstamo a Lota Schwager. Es en ese equipo en donde debuta profesionalmente en marzo, durante un encuentro válido por la Copa Chile. En 2012, vuelve a Católica. Convirtió su primer gol en Primera División por los cruzados ante Cobreloa, en la decimoprimera fecha del Torneo Apertura 2012 del fútbol chileno. El 2013 sería enviado a préstamo a Barnechea junto a su compañero Eduardo Villagra para tener más posibilidades de jugar.

## Selección nacional
En el 2010 fue nominado a la selección nacional de futsal que disputará el sudamericano de la categoría sub-20, donde su equipo no logró superar la fase grupal al no ganar ningún partido.

## Estadísticas
| Club                         | Div.          | Temporada     | Liga  | Liga  | Copas nacionales | Copas nacionales | Torneos internacionales | Torneos internacionales | Total | Total | Media goleadora |
| Club                         | Div.          | Temporada     | Part. | Goles | Part.            | Goles            | Part.                   | Goles                   | Part. | Goles | Media goleadora |
| ---------------------------- | ------------- | ------------- | ----- | ----- | ---------------- | ---------------- | ----------------------- | ----------------------- | ----- | ----- | --------------- |
| Lota Schwager · Chile        | 2ª            | 2011          | 27    | 2     | 4                | 0                | —                       | —                       | 31    | 2     | 0.06            |
| Lota Schwager · Chile        | 2ª            | 2014-15       | 24    | 0     | 2                | 0                | —                       | —                       | 26    | 0     | 0.00            |
| Lota Schwager · Chile        | Total club    | Total club    | 51    | 2     | 6                | 0                | 0                       | 0                       | 57    | 2     | 0.04            |
| Universidad Católica · Chile | 1ª            | 2012          | 5     | 1     | 3                | 0                | —                       | —                       | 8     | 1     | 0.13            |
| Universidad Católica · Chile | 1ª            | 2014-15       | —     | —     | 3                | 0                | —                       | —                       | 3     | 0     | 0.00            |
| Universidad Católica · Chile | Total club    | Total club    | 5     | 1     | 6                | 0                | 0                       | 0                       | 11    | 1     | 0.09            |
| Barnechea · Chile            | 2ª            | 2013          | 11    | 0     | —                | —                | —                       | —                       | 11    | 0     | 0.00            |
| Barnechea · Chile            | Total club    | Total club    | 11    | 0     | 0                | 0                | 0                       | 0                       | 11    | 0     | 0.00            |
| Deportes Copiapó · Chile     | 2ª            | 2013-14       | 28    | 2     | 3                | 0                | —                       | —                       | 31    | 2     | 0.06            |
| Deportes Copiapó · Chile     | Total club    | Total club    | 28    | 2     | 3                | 0                | 0                       | 0                       | 31    | 2     | 0.06            |
| Deportes Valdivia · Chile    | 3ª            | 2015-16       | 30    | 7     | —                | —                | —                       | —                       | 30    | 7     | 0.23            |
| Deportes Valdivia · Chile    | Total club    | Total club    | 30    | 7     | 0                | 0                | 0                       | 0                       | 30    | 7     | 0.23            |
| Unión La Calera · Chile      | 2ª            | 2016-17       | 4     | 0     | 2                | 0                | —                       | —                       | 6     | 0     | 0.00            |
| Unión La Calera · Chile      | Total club    | Total club    | 4     | 0     | 2                | 0                | 0                       | 0                       | 6     | 0     | 0.00            |
| Total carrera                | Total carrera | Total carrera | 129   | 12    | 17               | 0                | 0                       | 0                       | 146   | 12    | 0.08            |
| 1. 2.                        |               |               |       |       |                  |                  |                         |                         |       |       |                 |

## Palmarés

### Campeonatos nacionales
| Título           | Club              | País  | Año     |
| ---------------- | ----------------- | ----- | ------- |
| Segunda División | Deportes Valdivia | Chile | 2015-16 |